# Championnat du Vanuatu de football 2016
Navigation
Édition précédente Édition suivante
La saison 2016 du Championnat du Vanuatu de football est la 9e édition du championnat national, appelé la National Soccer League. La compétition permet de confronter les meilleures équipes des différentes provinces de l'archipel, afin de déterminer les représentants du Vanuatu en Ligue des champions de l'OFC.
C'est la formation de Nalkutan Football Club qui remporte la National Soccer League cette saison, marquée par l'absence des clubs de la Ligue de Port-Vila, qui avaient jusque là gagné toutes les éditions. Nalkutan FC obtient ainsi sa qualification pour la Ligue des champions de l'OFC 2018.
Cependant, les formations de Port-Vila continuent à prendre part au championnat régional, qui, cette année, donne également droit à une qualification continentale pour le vainqueur. C'est l'Erakor Golden Star qui remporte la compétition pour la première fois de son histoire et obtient ainsi son billet pour la Ligue des champions de l'OFC 2017.

## Compétition

### Ligue de football de Port-Vila

#### Participants
- Amicale Football Club
- Tafea FC
- Spirit 08 FC
- Erakor Golden Star
- Tupuji Imere FC
- Sia-Raga FC - Promu de D2
- Shepherds United
- Ifira Black Bird FC
- Mauriki FC - Promu de D2

#### Résultats
Le classement est établi sur le barème de points classique (victoire à 3 points, match nul à 1, défaite à 0). 
| Rang | Équipe                 | Pts | J  | G  | N | P  | Bp | Bc | Diff |  | Résultats (▼ dom., ► ext.) | Era | Ami | Taf | Ifi | Tup | Sia | Mau | Spi | She |
| ---- | ---------------------- | --- | -- | -- | - | -- | -- | -- | ---- |  | -------------------------- | --- | --- | --- | --- | --- | --- | --- | --- | --- |
| 1    | Erakor Golden Star     | 40  | 16 | 12 | 4 | 0  | 45 | 9  | +36  |  | Erakor Golden Star         |     | 0-0 | 1-0 | 1-0 | 2-1 | 3-0 | 9-1 | 5-1 | 4-1 |
| 2    | Amicale Football ClubT | 33  | 14 | 9  | 6 | 1  | 39 | 13 | +26  |  | Amicale Football ClubT     | 0-5 |     | 1-1 | 0-0 | 5-0 | 1-1 | 3-1 | 5-0 | 4-2 |
| 3    | Tafea FC               | 31  | 16 | 9  | 4 | 3  | 26 | 14 | +12  |  | Tafea FC                   | 1-2 | 0-0 |     | 0-0 | 2-1 | 2-1 | 1-0 | 3-0 | 2-1 |
| 4    | Ifira Black Bird FC    | 28  | 16 | 8  | 4 | 4  | 23 | 19 | +4   |  | Ifira Black Bird FC        | 1-1 | 1-4 | 1-2 |     | 1-3 | 2-0 | 3-0 | 1-0 | 1-0 |
| 5    | Tupuji Imere FC        | 27  | 16 | 8  | 3 | 5  | 40 | 23 | +17  |  | Tupuji Imere FC            | 0-0 | 1-1 | 3-2 | 1-2 |     | 1-2 | 5-0 | 5-0 | 5-1 |
| 6    | Sia-Raga FCP           | 14  | 16 | 3  | 5 | 8  | 21 | 29 | -8   |  | Sia-Raga FCP               | 1-1 | 0-4 | 2-2 | 2-3 | 2-3 |     | 1-2 | 1-2 | 2-2 |
| 7    | Mauriki FCP            | 14  | 16 | 4  | 2 | 10 | 15 | 42 | -27  |  | Mauriki FCP                | 1-3 | 0-4 | 0-2 | 1-2 | 1-1 | 0-0 |     | 2-1 | 0-5 |
| 8    | Spirit 08 FC           | 9   | 16 | 3  | 0 | 13 | 14 | 46 | -32  |  | Spirit 08 FC               | 1-3 | 1-2 | 0-3 | 2-3 | 1-6 | 0-3 | 0-2 |     | 2-1 |
| 9    | Shepherds United FC    | 5   | 16 | 1  | 2 | 13 | 21 | 49 | -28  |  | Shepherds United FC        | 0-5 | 0-5 | 1-3 | 2-2 | 1-4 | 1-3 | 2-4 | 1-3 |     |

|  | Qualification pour le Top 4                      |
|  | Participation au barrage de promotion-relégation |
|  | Relégation directe en Fes Divisen                |
|  | T : Tenant du titre P : Promu de Fes Divisen     |

#### Top 4
Les quatre premiers de la Ligue de Port-Vila s'affrontent à nouveau une fois pour déterminer le club qualifié pour la Ligue des champions
| Rang | Équipe                 | Pts | J | G | N | P | Bp | Bc | Diff |  | Résultats (▼ dom., ► ext.) | Era | Ami | Taf | Ifi |
| ---- | ---------------------- | --- | - | - | - | - | -- | -- | ---- |  | -------------------------- | --- | --- | --- | --- |
| 1    | Erakor Golden Star     | 5   | 3 | 1 | 2 | 0 | 5  | 1  | +4   |  | Erakor Golden Star         |     | 0-0 | 1-1 | 4-0 |
| 2    | Amicale Football ClubT | 5   | 3 | 1 | 2 | 0 | 3  | 2  | +1   |  | Amicale Football ClubT     |     |     | 3-2 | 0-0 |
| 3    | Tafea FC               | 2   | 3 | 0 | 2 | 1 | 3  | 4  | -1   |  | Tafea FC                   |     |     |     | 0-0 |
| 4    | Ifira Black Bird FC    | 2   | 3 | 0 | 2 | 1 | 0  | 4  | -4   |  | Ifira Black Bird FC        |     |     |     |     |

#### Barrage de promotion-relégation
Le 7e de Premia Divisen affronte le vice-champion de Fes Divisen en barrage de promotion-relégation, afin de déterminer le dernier club engagé en première division la saison suivante.
| Équipe 1   | Résultat | Équipe 2             |
| ---------- | -------- | -------------------- |
| Mauriki FC | 2 - 1    | (D2) Seveners United |

- Les deux formations se maintiennent au sein de leur championnat respectif.

### National Soccer League

#### Équipes qualifiées
- Port-Vila Football Association
  - Aucune équipe engagées
- Luganville Football Association
  - Vaum United FC
  - Malampa Revivors FC
- Tafea Football Association
  - Medics FC
  - Nalkutan FC
- Sanma Football Association
  - Rainbow FC
  - Wanmolmol FC
- Shefa Football Association
  - Malnaruru FC
  - Milo FC
- Torba Football Association
  - Tanmet FC
  - Spirit 11 FC
- Malampa Football Association
  - Akamb FC
  - Lenuke FC
- Penama Football Association
  - Rangers FC
  - Eastland FC

#### Phase de poules
| Rang | Équipe       | Pts | J | G | N | P | Bp | Bc | Diff |  | Résultats (▼ dom., ► ext.) | Nal | Med | Aka | Mal | Mil |
| ---- | ------------ | --- | - | - | - | - | -- | -- | ---- |  | -------------------------- | --- | --- | --- | --- | --- |
| 1    | Nalkutan FC  | 10  | 4 | 3 | 1 | 0 | 13 | 4  | +9   |  | Nalkutan FC                |     | 1-1 | 3-0 | 4-1 | 5-2 |
| 2    | Medics FC    | 10  | 4 | 3 | 1 | 0 | 11 | 4  | +7   |  | Medics FC                  |     |     | 1-0 | 6-1 | 3-2 |
| 3    | Akamb FC     | 6   | 4 | 2 | 0 | 2 | 11 | 6  | +5   |  | Akamb FC                   |     |     |     | 4-2 | 7-0 |
| 4    | Malnaruru FC | 0   | 3 | 0 | 0 | 3 | 4  | 14 | -10  |  | Malnaruru FC               |     |     |     |     |     |
| 5    | Milo FC      | 0   | 3 | 0 | 0 | 3 | 4  | 15 | -11  |  | Milo FC                    |     |     |     |     |     |

| Rang | Équipe              | Pts | J | G | N | P | Bp | Bc | Diff |  | Résultats (▼ dom., ► ext.) | Mal | Rai | Eas | Ran  | Len |
| ---- | ------------------- | --- | - | - | - | - | -- | -- | ---- |  | -------------------------- | --- | --- | --- | ---- | --- |
| 1    | Malampa Revivors FC | 12  | 4 | 4 | 0 | 0 | 18 | 4  | +14  |  | Malampa Revivors FC        |     | 8-1 | 2-1 | 4-0  | 4-2 |
| 2    | Rainbow FC          | 9   | 4 | 3 | 0 | 1 | 22 | 12 | +10  |  | Rainbow FC                 |     |     | 5-2 | 14-1 | 2-1 |
| 3    | Eastland FC         | 6   | 4 | 2 | 0 | 2 | 12 | 11 | +1   |  | Eastland FC                |     |     |     | 6-3  | 3-1 |
| 4    | Rangers FC          | 3   | 4 | 1 | 0 | 3 | 7  | 26 | -19  |  | Rangers FC                 |     |     |     |      | 3-2 |
| 5    | Lenuke FC           | 0   | 4 | 0 | 0 | 4 | 6  | 12 | -6   |  | Lenuke FC                  |     |     |     |      |     |

| Rang | Équipe         | Pts | J | G | N | P | Bp | Bc | Diff |  | Résultats (▼ dom., ► ext.) | Vau | Spi | Wan | Tan |
| ---- | -------------- | --- | - | - | - | - | -- | -- | ---- |  | -------------------------- | --- | --- | --- | --- |
| 1    | Vaum United FC | 9   | 3 | 3 | 0 | 0 | 12 | 0  | +12  |  | Vaum United FC             |     | 1-0 | 7-0 | 4-0 |
| 2    | Spirit 11 FC   | 6   | 3 | 2 | 0 | 1 | 5  | 4  | +1   |  | Spirit 11 FC               |     |     | 3-2 | 2-1 |
| 3    | Wanmolmol FC   | 3   | 3 | 1 | 0 | 2 | 4  | 11 | -7   |  | Wanmolmol FC               |     |     |     | 2-1 |
| 4    | Tanmet FC      | 0   | 3 | 0 | 0 | 3 | 2  | 8  | -6   |  | Tanmet FC                  |     |     |     |     |

#### Poule finale
| Rang | Équipe              | Pts | J | G | N | P | Bp | Bc | Diff |  | Résultats (▼ dom., ► ext.) | Nal | Vau | Mal | Med | Spi  | Rai |
| ---- | ------------------- | --- | - | - | - | - | -- | -- | ---- |  | -------------------------- | --- | --- | --- | --- | ---- | --- |
| 1    | Nalkutan FC         | 12  | 5 | 4 | 0 | 1 | 19 | 10 | +9   |  | Nalkutan FC                |     | 3-0 | 2-4 | 2-1 | 6-3  | 6-2 |
| 2    | Vaum United FC      | 10  | 5 | 3 | 1 | 1 | 21 | 10 | +11  |  | Vaum United FC             |     |     | 3-2 | 2-2 | 11-1 | 5-2 |
| 3    | Malampa Revivors FC | 10  | 5 | 3 | 1 | 1 | 13 | 7  | +6   |  | Malampa Revivors FC        |     |     |     | 0-0 | 4-2  | 3-0 |
| 4    | Medics FC           | 8   | 5 | 2 | 2 | 1 | 11 | 4  | +7   |  | Medics FC                  |     |     |     |     | 2-0  | 6-0 |
| 5    | Spirit 11 FC        | 3   | 5 | 1 | 0 | 4 | 9  | 23 | -14  |  | Spirit 11 FC               |     |     |     |     |      | 3-0 |
| 6    | Rainbow FC          | 0   | 5 | 0 | 0 | 5 | 4  | 23 | -19  |  | Rainbow FC                 |     |     |     |     |      |     |

## Bilan de la saison
| Championnat du Vanuatu de football 2016 |                                    |
| Champion                                | Nalkutan Football Club (1er titre) |
| Qualifications continentales            |                                    |
| Ligue des champions de l'OFC 2017       | Erakor Golden Star                 |
| Ligue des champions de l'OFC 2018       | Nalkutan Football Club             |
| Promotions et relégations               |                                    |
| Promus en PVFA Lik Premia Divisen       | Mauwia FC                          |
| Relégués en PVFA Lik Fes Divisien       | Spirit 08 FC                       |
| Relégués en PVFA Lik Fes Divisien       | Shepherds United FC                |